# Џими Конорс
Џејмс Скот Џими Конорс (енгл. James Scott "Jimmy" Connors) је некадашњи амерички тенисер. Он је бивши први играч на АТП листи. Сматра се једним од највећих тенисера свих времена.
Конорс је освојио осам гренд слем турнира у појединачној конкуренцији, и два гренд слем турнира у дублу са румунским тенисером Илије Настасеом. Био је први на ранг листи, 160 узастопних недеља, од 29. јуна 1974. до 22. августа 1977. Током каријере је још осам пута долазио на прво место АТП листе, укупно 268 недеља.
Године 1974. постао је други тенисер у опен ери који је успео да победи на три или више гренд слем турнира у појединачној конкуренцији у календарској години (Род Лејвер је до тада био једини, касније су то урадили Матс Виландер, Роџер Федерер, Рафаел Надал и Новак Ђоковић).
По проценту успешности (однос победа-пораза), Џими Конорс заузима треће место, иза Рафаела Надала и Бјерна Борга. Последњу титулу је освојио у Тел Авиву 1989. године и једини је тенисер уз Роџера Федерера који је освојио више од 100 турнира у појединачној конкуренцији.